# 니브흐 디프
니브흐 디프(러시아어: Нивх диф, 니브흐어로 니브흐어를 의미함)는 니브흐어로 발간되는 신문이다. 이 신문은 사할린 주 오힌스키 군 네크라솝카라는 마을에서 발행되고 있다. 250부가 발행되고 있다. 니브흐 디프는 전 세계에서 유일하게 니브흐어로 발간되는 신문이다.